# 107,7 MHz
 (février 2025).
107,7 MHz est la fréquence unique choisie en France depuis 1991 pour la diffusion de l'information routière via la radio FM.
Cette fréquence est utilisée par les radios autoroutières, qui diffusent un flash d'informations sur le trafic tous les quarts d'heure. Les radios varient en fonction du réseau autoroutier emprunté. Ainsi, il est possible d'écouter :
- Radio Vinci Autoroutes sur les réseaux de VINCI Autoroutes (Cofiroute, Arcour, ASF et Escota), anciennement Radio Trafic FM et Autoroute FM ;
- Sanef 107.7 sur les réseaux Sanef et SAPN, anciennement 107.7 FM ;
- Autoroute Info sur les réseaux APRR et AREA, Rhôn'Alpes 1 émettait sur le réseau AREA avant sa fusion avec Autoroute Info ;
- Normandie Trafic (société autoroute Alicorne hébergé par Normandie FM) sur l'autoroute A88 (depuis 2011).

Il existe également Radio Atlandes Autoroute qui émet sur l'A63 concédée à Atlandes et Autoroute de Gascogne FM sur l'A65 concédée à A'lienor. Ces deux radios diffusent le programme de Radio Vinci Autoroutes,.
En mars 2015, les radios d'information routière ont lancé une nouvelle procédure commune en cas de véhicule circulant à contresens. Elle consiste en la diffusion d'une alerte sonore liée à des messages sur les panneaux à messages variables (PMV).
Cette radio est également utilisée pour sensibiliser les risques présents sur l'autoroute (somnolence, respect des hommes en jaune…) en créant des campagnes de sensibilisations, également relayées sur les panneaux à messages variables.
Lors des journées de grands départs, ces radios mettent en place des studios ambulants pour être au plus proche des usagers de la route, notamment sur les grandes aires de services de chaque réseau.
Enfin, les radios 107.7 émettent également de plus en plus d'informations routières via les réseaux sociaux, notamment sur X. Cette technique est particulièrement employée sur le réseau Vinci Autoroutes[source secondaire souhaitée] pour ses sites sensibles.
Si une alerte enlèvement est déclenchée, le 107.7 interrompt ses programmes pour diffuser l'alerte. L'alerte est également diffusée sur les PMV.
Les radios 107.7 sont aussi diffusés sur les sites ou applications des concessionnaires ou encore sur 107-7.fr.

## Technique de diffusion
En modulation de fréquence (FM), les ondes émises par différents émetteurs travaillant sur la même fréquence se perturbent, principalement aux endroits où les émetteurs sont reçus avec un niveau de champs relativement similaire, ceci se traduit par des phénomènes de battement, d’interférences destructives, la réception est alors très perturbée, voire inaudible. Afin de couvrir des linéaires telles que les autoroutes et minimiser ces phénomènes perturbateurs entre deux émetteurs émettant à la même fréquence (107.7MHz), il est nécessaire de recourir à une technologie de radiodiffusion bien spécifique : l’isofréquence synchrone. Cette technologie vise à réduire l’étendue des zones de perturbation et à faire en sorte que les signaux y soient les plus cohérents. Cette technologie développée à l'occasion de la mise en place de la fréquence unique 107.7MHz sur autoroute est particulièrement adaptée à la réalisation de réseaux d’émetteur à couverture dite « linéaire ».
La couverture du réseau 107,7 MHz français est réalisée grâce à quelque 1 000 émetteurs de faible puissance, réparties en moyenne tous les 7 à 10 km de linéaire autoroutier.
Toutes les stations diffusant sur 107,7 MHz partagent le même identifiant pour le système RDS (code PI) : F222.
La fonction TA (Traffic Announcement) du RDS est couramment utilisée par les stations de radio autoroutières pour signaler aux récepteurs autoradios qu’une annonce d’information trafic est en cours. Les autoradios réagissent différemment selon le fabricant, mais de manière générale, lorsque l’option est activée sur l’autoradio, cela a pour effet de basculer de la source en cours d’écoute (CD, clef USB par exemple) vers la station autoroutière, le volume est alors adapté (souvent augmenté).
Certaines stations de radio autoroutières sont référencées par les radios du groupe Radio France via la fonctionnalité EON (Enhanced Other Networks) du Radio data system (RDS). Ceci permet aux autoradios de commuter sur 107,7 MHz lors d'une annonce routière lorsque les automobilistes écoutent une station de Radio France.
Autrefois, un service RDS-TMC gratuit d'information trafic destiné aux systèmes de navigation embarqués dans les automobiles était diffusé sur la fréquence 107,7 MHz.

### Émetteurs
Les émetteurs utilisent toutes les polarisations verticales et les puissances de 1 W (Roissy-en-France/Tunnel) jusqu'à 1 000 W (Saint-Seine-en-Bâche) avec des hauteurs d'antenne de trois mètres (Èze/Les Costes) jusqu'à 86 mètres (Chassieu).
En tant que tours d'antenne, la plupart des émetteurs utilisent des tours en treillis à proximité des autoroutes, qui sont également utilisées pour la transmission des téléphones portables. Certaines stations utilisent des tours de diffusion à proximité de l'autoroute, qui diffusent également d'autres programmes de radio FM.
Quelques stations remarquables utilisées pour ce service sont les tours de télécommunication de Cressensac et de Chassieu et le pylône de 220 mètres de haut de l'émetteur de Grand-Couronne près de Rouen.